# Ceramaster trispinosus
Ceramaster trispinosus is een zeester uit de familie Goniasteridae.
De wetenschappelijke naam van de soort werd in 1923 gepubliceerd door Hubert Lyman Clark.